# Yefim Volkov
Yefim Yefimovich Volkov (ruso: Ефим Ефимович Волков; 4 de abril de 1844, San Petersburgo — 17 de febrero de 1920, San Petersburgo) fue un pintor de paisajes ruso.

## Biografía
De origen humilde, su padre era feldsher (asistente de un médico). Trabajó brevemente en el Ministerio de Justicia ruso. En 1866 empezó a tomar lecciones de dibujo en la Sociedad Imperial de Fomento de las Artes. Posteriormente estudió en la Academia Imperial de Bellas Artes y perfeccionó sus habilidades haciendo bocetos de naturaleza. En 1870 recibió el título de "Artista libre" en reconocimiento de su pintura "Vista de San Petersburgo y vecindad"
En 1878 se unió a la Sociedad de Exposiciones de Arte Ambulante (Peredvizhniki) y presentó exposiciones anuales de  su trabajo bajo su patricinio. La muerte de su hija en 1884 le sumió en una inmensa pena durante años pero, en 1888, finalmente pudo hacer una gran gira por Grecia, Turquía, Egipto y Palestina con su esposa, donde pintó paisajes con vistas al mar. Mas adelanté también visitó la región del Volga.
Se convirtió en miembro de pleno derecho de la Academia en 1895 y fue nombrado académico cuatro años después. Tras los sucesos del Domingo Sangriento, los Peredvizhniki cayeron bajo control policial y el interés por su trabajo empezó a decaer haciendo que la carrera de Volkov nunca se recuperase. Murió pobre en su casa de la isla de Vasilievsky.

## Obras seleccionadas

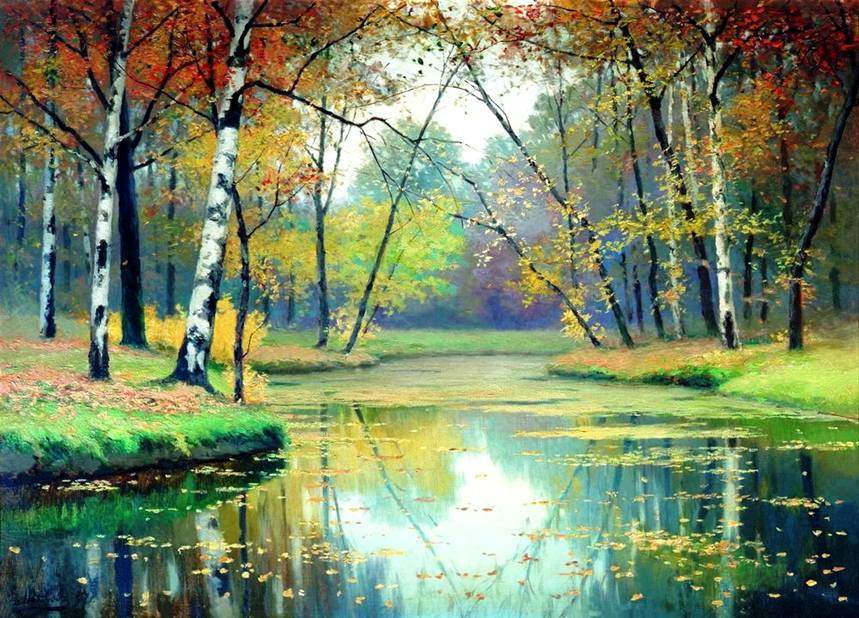
Paisaje de otoño (1897)
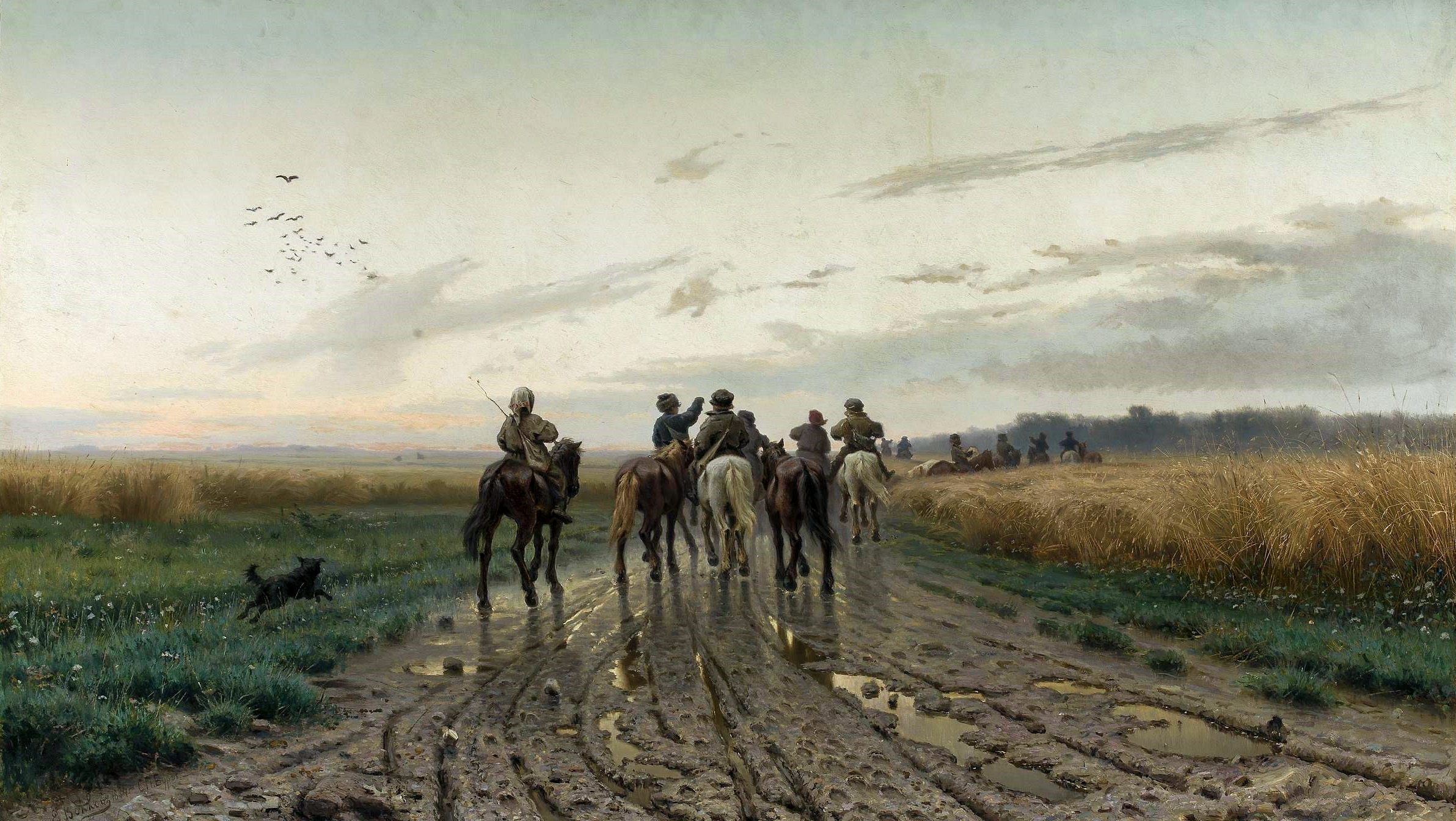
De camino al pasto (1884)
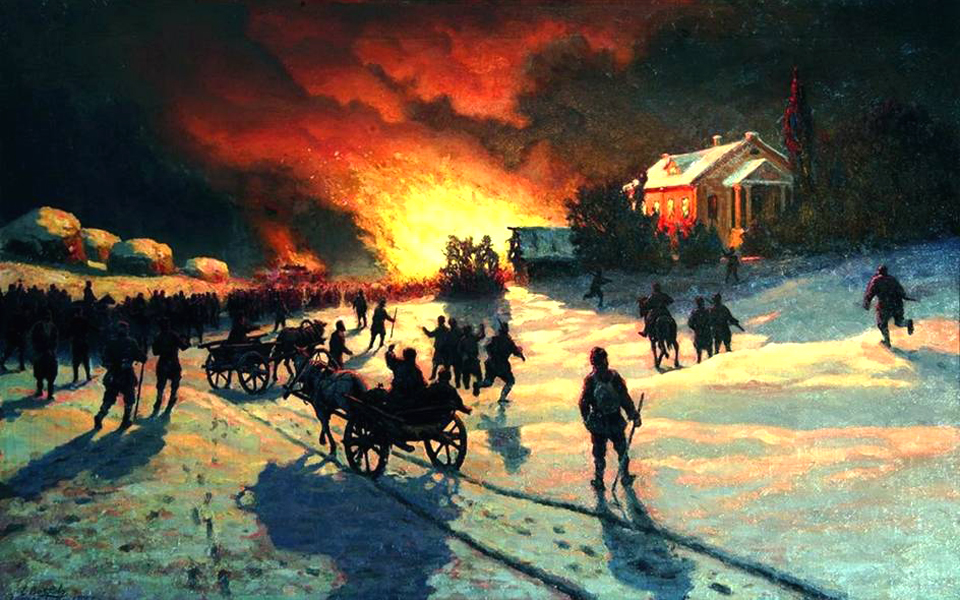
Incendio (fecha indetermianada)
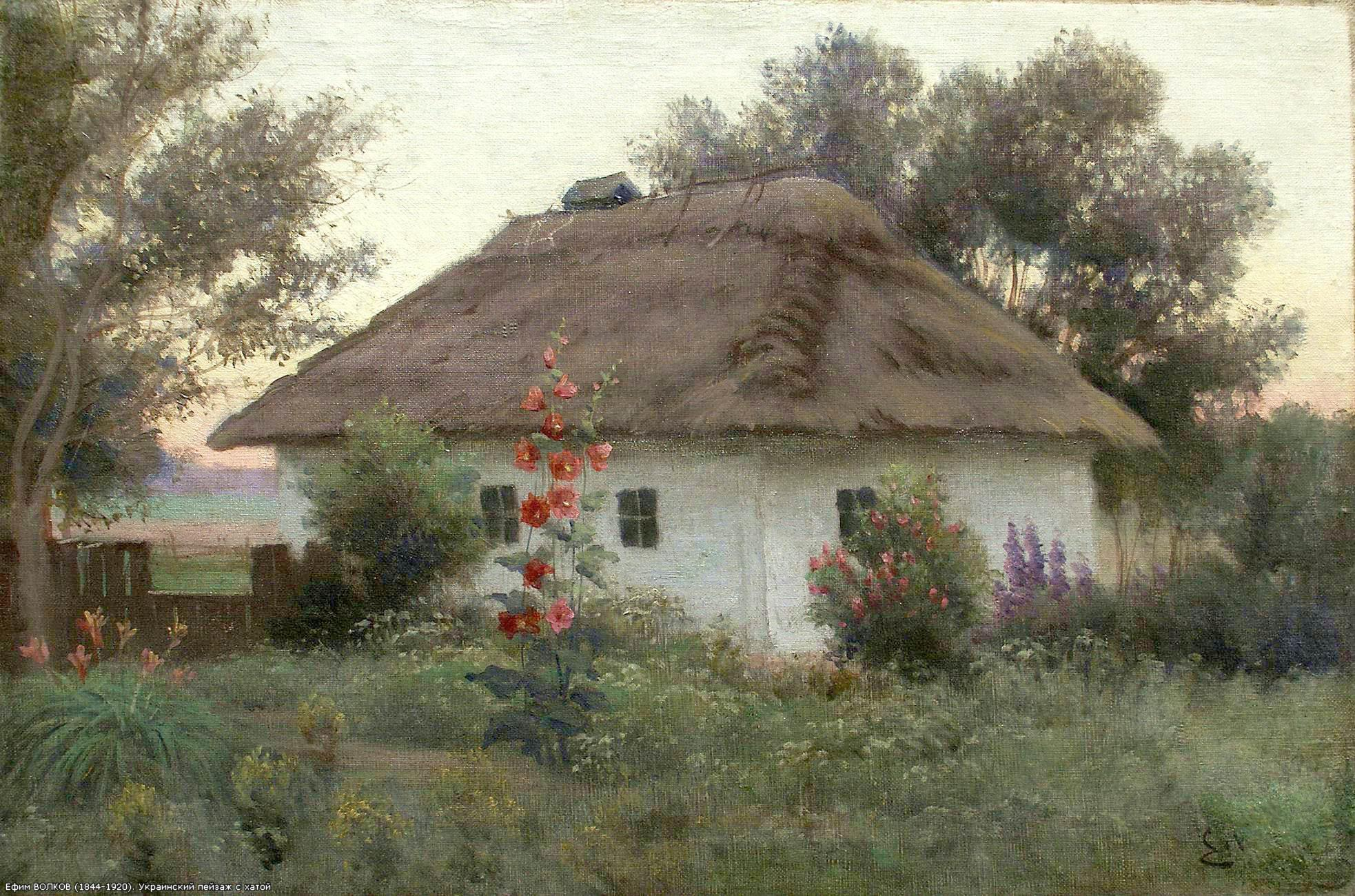
Paisaje ucraniano con cabaña (1910)